# なぜ備さんはいつもいやらしいことばかり想定して危機管理しているの?
『なぜ備さんはいつもいやらしいことばかり想定して危機管理しているの？』（なぜそなえさんはいつもいやらしいことばかりそうていしてききかんりしているの？、WHY IS SONAE-SAN ALWAYS THROUGH OH RISK MANAGEMENT BASED ON THE LASCIVIOUS SITUATION?）は、まいたけによる日本の漫画作品。アース・スター エンターテイメントの『コミック アース・スター』にて2017年9月13日から2018年2月28日まで連載されていた。日常に潜む危険をシミュレーションする女子高生と、彼女からあらぬ誤解を受けるクラスメイトを描いた百合コメディ作品である。

## あらすじ
日常に潜んでいるリスクを想定し、常に回避策を取りながら行動してきた日比乃備は、ある日の昼休みにクラスメイトの百合川真からお昼に誘われた。特に友達でもない彼女からの誘いを怪訝に思った備は、実は性的な目で自分を狙っているのではないかと想定し拒絶する。それ以来なぜか真に付きまとわれるようになった備のリスクマネジメントは、いやらしい方向へと膨らんでいく。

## 登場人物
日比乃 備（ひびの そなえ）
リスクマネジメントを怠らないメガネをかけた女子高生。本作主人公。
真のことは危険人物として認識している。学校のトイレに閉じ込められる、終電を逃すといった危機的状況に陥ると、きまって彼女からいやらしいことをされる事態を想定し、その回避に努めている。
百合川 真（ゆりかわ まこと）
備のクラスメイト。本作もう1人の主人公。
備とは幼いころ親しくしていた。もう一度友達になるため声をかけるも、彼女からは自分を狙ってる危険人物と認識されてしまう。
佐藤 さとり（さとう さとり）
備と真のクラスメイト。よく真とつるんでいる。

## 書誌情報
- まいたけ 『なぜ備さんはいつもいやらしいことばかり想定して危機管理しているの？』 アース・スター エンターテイメント〈Earth star comics〉、全1巻
  1. 2018年3月12日発売[2] ISBN 978-4-8030-1166-1